# Zwemmen op de Olympische Zomerspelen 2024 – 10 kilometer open water vrouwen
De 10 kilometer open water voor vrouwen op de Olympische Zomerspelen 2024 vond plaats op donderdag 8 augustus 2024 in de Seine bij de Pont Alexandre III in het centrum van Parijs. Regerend olympisch kampioen was Ana Marcela Cunha uit Brazilië. Het goud ging naar Sharon van Rouwendaal die in de eindsprint Moesha Johnson uit Australië en Ginevra Taddeucci uit Italië voor bleef.

## Uitslag
De wedstrijd ging van start om 7:30 uur (Midden-Europese Zomertijd).
| Rang   | Naam                  | Land             | Tijd      | Bijz. |
| ------ | --------------------- | ---------------- | --------- | ----- |
| Goud   | Sharon van Rouwendaal | Nederland        | 2:03.34,2 |       |
| Zilver | Moesha Johnson        | Australië        | 2:03.39,7 |       |
| Brons  | Ginevra Taddeucci     | Italië           | 2:03.42,8 |       |
| 4      | Ana Marcela Cunha     | Brazilië         | 2:04.15,7 |       |
| 5      | Bettina Fabian        | Hongarije        | 2:04.16,9 |       |
| 6      | Giulia Gabbrielleschi | Italië           | 2:04.17,9 |       |
| 7      | Océane Cassignol      | Frankrijk        | 2:06.06,9 |       |
| 8      | Caroline Jouisse      | Frankrijk        | 2:06.11,0 |       |
| 9      | Leonie Beck           | Duitsland        | 2:06.13,4 |       |
| 10     | Ángela Martínez       | Spanje           | 2:06.15,3 |       |
| 11     | Viviane Jungblut      | Brazilië         | 2:06.15,8 |       |
| 12     | Angelica Andre        | Portugal         | 2:06.17,0 |       |
| 13     | Airi Ebina            | Japan            | 2:06.17,7 |       |
| 14     | Chelsea Gubecka       | Australië        | 2:06.17,8 |       |
| 15     | Katie Grimes          | Verenigde Staten | 2:06.29,6 |       |
| 16     | Mariah Denigan        | Verenigde Staten | 2:06.42,9 |       |
| 17     | María de Valdés       | Spanje           | 2:07.02,4 |       |
| 18     | Lisa Pou              | Monaco           | 2:07.05,4 |       |
| 19     | Martha Sandoval       | Mexico           | 2:07.24,9 |       |
| 20     | Leah Crisp            | Groot-Brittannië | 2:07.46,7 |       |
| 21     | María Bramont-Arias   | Peru             | 2:12.44,7 |       |
| 22     | Leonie Märtens        | Duitsland        | 2:15.57,3 |       |
| 23     | Emma Finlin           | Canada           | 2:22.06,5 |       |
| 24     | Xin Xin               | China            | 2:27.02,9 |       |